# Van Mierlo en Zoon
Van Mierlo en Zoon was een bank in Breda.
De firma Van Mierlo en Zoon werd in 1884 opgericht door Jacobus Johannes van Mierlo (1862-1942). In 1932 werd zij omgezet in een nv en werd Gerardus Egidius Franciscus Maria van der Schrieck (1900-1964) tot directeur benoemd. Hij breidde het bedrijf krachtig uit. In 1952 nam van der Schriek het initiatief tot de overname van de bank, die toen kantoren in geheel Noord-Brabant had, door de Twentsche Bank. Tot de fusie van de Twentsche Bank en de Nederlandsche Handel-Maatschappij tot Algemene Bank Nederland bleven de kantoren van Van Mierlo en Zoon onder hun eigen naam doorwerken.